# Studija Saavedre
Studija Saavedre ili pozicija Saavedre jedna je od najpoznatijih šahovskih kompozicija. Za razliku od većine studija, ova studija dolazi iz partije igrane 1875. između Richarda Fentona i Williama Norwooda Pottera. Zanimljivo, partija je završila remijem, no pobjedu za bijelog uočio je španjolski svećenik Fernando Saavedra (1849. – 1922.).
|   | a                                                             | b                                                             | c                                                             | d                                                             | e                                                             | f                                                             | g                                                             | h                                                             |   |
| 8 | b6 white king · c6 white pawn · d5 black rook · a1 black king | b6 white king · c6 white pawn · d5 black rook · a1 black king | b6 white king · c6 white pawn · d5 black rook · a1 black king | b6 white king · c6 white pawn · d5 black rook · a1 black king | b6 white king · c6 white pawn · d5 black rook · a1 black king | b6 white king · c6 white pawn · d5 black rook · a1 black king | b6 white king · c6 white pawn · d5 black rook · a1 black king | b6 white king · c6 white pawn · d5 black rook · a1 black king | 8 |
| 7 | b6 white king · c6 white pawn · d5 black rook · a1 black king | b6 white king · c6 white pawn · d5 black rook · a1 black king | b6 white king · c6 white pawn · d5 black rook · a1 black king | b6 white king · c6 white pawn · d5 black rook · a1 black king | b6 white king · c6 white pawn · d5 black rook · a1 black king | b6 white king · c6 white pawn · d5 black rook · a1 black king | b6 white king · c6 white pawn · d5 black rook · a1 black king | b6 white king · c6 white pawn · d5 black rook · a1 black king | 7 |
| 6 | b6 white king · c6 white pawn · d5 black rook · a1 black king | b6 white king · c6 white pawn · d5 black rook · a1 black king | b6 white king · c6 white pawn · d5 black rook · a1 black king | b6 white king · c6 white pawn · d5 black rook · a1 black king | b6 white king · c6 white pawn · d5 black rook · a1 black king | b6 white king · c6 white pawn · d5 black rook · a1 black king | b6 white king · c6 white pawn · d5 black rook · a1 black king | b6 white king · c6 white pawn · d5 black rook · a1 black king | 6 |
| 5 | b6 white king · c6 white pawn · d5 black rook · a1 black king | b6 white king · c6 white pawn · d5 black rook · a1 black king | b6 white king · c6 white pawn · d5 black rook · a1 black king | b6 white king · c6 white pawn · d5 black rook · a1 black king | b6 white king · c6 white pawn · d5 black rook · a1 black king | b6 white king · c6 white pawn · d5 black rook · a1 black king | b6 white king · c6 white pawn · d5 black rook · a1 black king | b6 white king · c6 white pawn · d5 black rook · a1 black king | 5 |
| 4 | b6 white king · c6 white pawn · d5 black rook · a1 black king | b6 white king · c6 white pawn · d5 black rook · a1 black king | b6 white king · c6 white pawn · d5 black rook · a1 black king | b6 white king · c6 white pawn · d5 black rook · a1 black king | b6 white king · c6 white pawn · d5 black rook · a1 black king | b6 white king · c6 white pawn · d5 black rook · a1 black king | b6 white king · c6 white pawn · d5 black rook · a1 black king | b6 white king · c6 white pawn · d5 black rook · a1 black king | 4 |
| 3 | b6 white king · c6 white pawn · d5 black rook · a1 black king | b6 white king · c6 white pawn · d5 black rook · a1 black king | b6 white king · c6 white pawn · d5 black rook · a1 black king | b6 white king · c6 white pawn · d5 black rook · a1 black king | b6 white king · c6 white pawn · d5 black rook · a1 black king | b6 white king · c6 white pawn · d5 black rook · a1 black king | b6 white king · c6 white pawn · d5 black rook · a1 black king | b6 white king · c6 white pawn · d5 black rook · a1 black king | 3 |
| 2 | b6 white king · c6 white pawn · d5 black rook · a1 black king | b6 white king · c6 white pawn · d5 black rook · a1 black king | b6 white king · c6 white pawn · d5 black rook · a1 black king | b6 white king · c6 white pawn · d5 black rook · a1 black king | b6 white king · c6 white pawn · d5 black rook · a1 black king | b6 white king · c6 white pawn · d5 black rook · a1 black king | b6 white king · c6 white pawn · d5 black rook · a1 black king | b6 white king · c6 white pawn · d5 black rook · a1 black king | 2 |
| 1 | b6 white king · c6 white pawn · d5 black rook · a1 black king | b6 white king · c6 white pawn · d5 black rook · a1 black king | b6 white king · c6 white pawn · d5 black rook · a1 black king | b6 white king · c6 white pawn · d5 black rook · a1 black king | b6 white king · c6 white pawn · d5 black rook · a1 black king | b6 white king · c6 white pawn · d5 black rook · a1 black king | b6 white king · c6 white pawn · d5 black rook · a1 black king | b6 white king · c6 white pawn · d5 black rook · a1 black king | 1 |
|   | a                                                             | b                                                             | c                                                             | d                                                             | e                                                             | f                                                             | g                                                             | h                                                             |   |

Ova je studija rijedak primjer gdje kralj i pješak dobivaju partiju protiv kralja i topa.

## Rješenje
Prvi potez se nameće, nastavak je forsiran:
1. c7 Td6+ 2. Kb5! (Ne 2. Kc5 jer crni može igrati Td1 i bijeli bi izgubio promoviranu figruru).
Uzorak se nastavlja:
2... Td5+
3. Kb4 Td4+ 4. Kb3 Td3+ 5. Kc2! Td4! 6. c8=T!!
Nastala je promocija kako bi se izbjegao patni motiv. Zbog prijetnje Ta8+, crni je prisiljen igrati 
6... Ta4 no sada slijedi poanta: 7. Kb3 I bijeli dobiva.